# Backlash (2023)
O Backlash (2023) foi um evento de wrestling profissional em formato pay-per-view (PPV) produzido pela WWE. O evento contou com lutadores das divisões de marca Raw e SmackDown. O evento aconteceu no sábado, 6 de maio de 2023, no Coliseo de Puerto Rico José Miguel Agrelot em San Juan, Porto Rico. Este foi o primeiro evento pay-per-view da WWE realizado em Porto Rico desde o New Year's Revolution em janeiro de 2005, e o segundo evento Backlash realizado fora dos Estados Unidos após o evento de 2004, e foi a 18ª edição na cronologia do Backlash. Depois que os dois anos anteriores foram intitulados "WrestleMania Backlash", o evento de 2023 voltou ao seu nome original, mantendo seu conceito pós-WrestleMania, com o evento de 2023 baseado na reação da WrestleMania 39.
O rapper Bad Bunny, nativo de Porto Rico e vencedor do Grammy, foi apresentado no evento. Ele foi originalmente promovido para ser o anfitrião do Backlash, mas mais tarde foi anunciado que Bad Bunny iria competir em uma San Juan Street Fight contra Damian Priest, também de ascendência porto-riquenha, luta que Bad Bunny venceu. A luta também contou com as participações dos lutadores porto-riquenhos, Carlito, que fez sua primeira aparição na WWE desde 1º de fevereiro de 2021 em um episódio do Raw, e Savio Vega, que fez sua primeira aparição na WWE desde o Survivor Series de 2020. Esta luta e a final do evento foram promovidas como um evento principal duplo.
Sete lutas foram disputadas no evento, incluindo a já mencionada Street Fight de Bad Bunny. Na luta final do evento, que foi o outro evento principal, Cody Rhodes derrotou Brock Lesnar. Em outras lutas proeminentes, The Bloodline (Jey Uso, Jimmy Uso e Solo Sikoa) derrotaram Kevin Owens, Sami Zayn e Matt Riddle em uma luta de trios, Rhea Ripley derrotou Zelina Vega, que é o única lutadora feminina da WWE. de ascendência porto-riquenha, para reter o SmackDown Women's Championship, e na luta de abertura, Bianca Belair derrotou Iyo Sky para reter o Raw Women's Championship, tornando-se posteriormente a campeã com o maior reinado da história do título. NXT Roadblock (2024)

## Produção

### Introdução

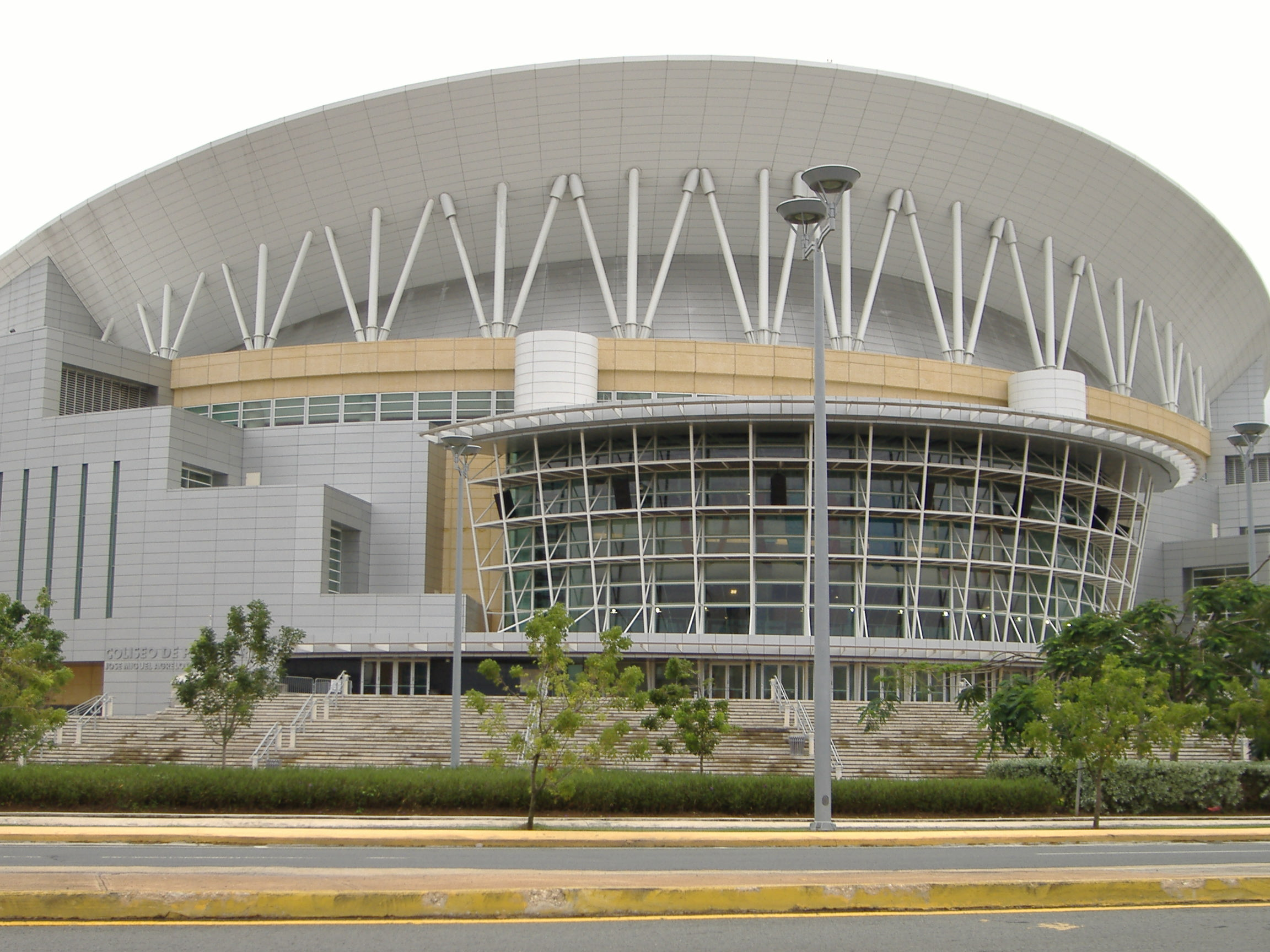
O evento foi realizado no Coliseo de Puerto Rico José Miguel Agrelot em San Juan, Porto Rico.

Backlash é um evento recorrente de luta profissional que foi estabelecido pela WWE em 1999. Foi realizado anualmente de 1999 a 2009, mas foi interrompido até ser reintegrado em 2016 e tem sido realizado todos os anos desde então, exceto em 2019. O conceito original do evento foi baseado na reação do evento principal da WWE, WrestleMania. Os eventos entre 2016 e 2020 não carregaram esse tema; no entanto, o evento de 2021 voltou a este conceito original e a série de eventos foi rebatizada como "WrestleMania Backlash". Com o anúncio do evento de 2023, o evento voltou ao seu nome original de Backlash, mantendo seu tema pós-WrestleMania.
Anunciado em 8 de março de 2023, o 18º Backlash contará com areação da WrestleMania 39. Está programado para acontecer no sábado, 6 de maio de 2023, no Coliseo de Puerto Rico José Miguel Agrelot em San Juan, Porto Rico, marcando o primeiro evento da WWE a ser realizado em Porto Rico desde o New Year's Revolution em janeiro de 2005, e o segundo evento geral. O evento contará com lutadores das divisões de marca Raw e SmackDown, e será transmitido em pay-per-view (PPV) em todo o mundo e estará disponível para transmissão ao vivo no Peacock nos Estados Unidos e na WWE Network na maioria dos mercados internacionais. Também será o primeiro Backlash a transmitir ao vivo no Binge na Austrália depois que a versão australiana da WWE Network se fundiu com o canal Binge da Foxtel em janeiro. Além disso, foi anunciado que o rapper porto-riquenho Bad Bunny, que cantou suas músicas e lutou na WWE, seria o anfitrião do evento. Também foi anunciado que o episódio de 5 de maio do Friday Night SmackDown iria ao ar ao vivo no mesmo local. Os ingressos para ambos os eventos começaram a ser vendidos em 21 de março.

### Rivalidades
O evento incluirá combates que resultam de enredos roteirizados, onde os lutadores interpretam heróis, vilões ou personagens menos distinguíveis em eventos roteirizados que criam tensão e culminam em uma luta livre ou uma série de lutas. Os resultados são predeterminados pelos escritores da WWE nas marcas Raw e SmackDown, enquanto as histórias são produzidas nos programas de televisão semanais da WWE, Monday Night Raw e Friday Night SmackDown.
Na 1ª noite da WrestleMania 39, Kevin Owens e Sami Zayn derrotaram The Usos (Jey Uso e Jimmy Uso) para vencerem o Undisputed WWE Tag Team Championship. No episódio seguinte do SmackDown, Kevin Owens foi atacado nos bastidores por Solo Sikoa, e mais tarde naquela noite, Jey derrotou Sami Zayn após interferência de Sikoa. Depois disso, Jey e Sikoa atacaram Zayn ainda mais até que Matt Riddle fez a defesa—Riddle foi ferido (kayfabe) por Sikoa em dezembro e voltou no Raw daquela semana. Na semana seguinte, a promo de Owens e Zayn foi interrompida por The Usos e Sikoa. Depois disso, uma briga começou e Riddle se envolveu com o trio de Owens, Zayn e Riddle de pé. Em 17 de abril, uma luta de trios entre The Bloodline (The Usos e Sikoa) contra Riddle, Zayn e Owens foi marcada para o Backlash.
No evento principal da Noite 2 da WrestleMania 39, Roman Reigns derrotou Cody Rhodes para reter o Undisputed WWE Universal Championship após a interferência de Paul Heyman e Solo Sikoa. No Raw seguinte, Rhodes desafiou Reigns para uma revanche, mas Reigns recusou. Rhodes então desafiou Reigns e Sikoa para uma luta de duplas, que Reigns aceitou com duas condições: o parceiro de Rhodes era alguém que competiu na WrestleMania 39, e essa pessoa não poderia desafiar Reigns por seus títulos enquanto Reigns fosse o campeão. Brock Lesnar respondeu, com a última estipulação não se aplicando a ele devido à estipulação de sua luta com Reigns no SummerSlam de 2022. No entanto, a luta nunca ocorreu devido a Lesnar agredir Rhodes violentamente antes que a luta pudesse começar. Mais tarde, foi relatado que Lesnar estava bravo devido à sua posição no card da WrestleMania, já que sua luta abriu a Noite 2 em vez de estar em um slot do evento principal. Rhodes abordou o ataque no Raw seguinte e desafiou Lesnar para uma luta no Backlash. Na semana seguinte, Rhodes parecia pronto para lutar, apesar de não ter autorização médica para competir. Para evitar que Rhodes lutasse contra Lesnar naquela noite, o oficial da WWE, Adam Pearce, fez a luta pelo oficial do Backlash.
Em meados de março, Legado del Fantasma (Santos Escobar, Cruz Del Toro, Joaquin Wilde e Zelina Vega) começaram a ajudar Rey Mysterio em sua rivalidade com The Judgment Day (Finn Bálor, Damian Priest, Dominik Mysterio e Rhea Ripley). Essa parceria acabou resultando na reforma de Rey da Latino World Order (LWO) com o Legado del Fantasma. No episódio de 14 de abril do SmackDown durante uma luta entre Escobar e Priest, Ripley tentou interferir apenas para ser parada por Vega. No episódio seguinte, Vega pediu ao oficial da WWE Adam Pearce uma luta contra Ripley pelo SmackDown Women's Championship no Backlash. Ela fez esse pedido não apenas por causa da rivalidade em andamento entre suas respectivas stables, mas também porque Vega é a única mulher descendente de porto-riquenhos e ela queria representá-la no Backlash devido ao evento ser realizado em Porto Rico. A luta foi confirmada posteriormente.
No WrestleMania SmackDown em 31 de março, Bobby Lashley venceu o André the Giant Memorial Battle Royal eliminando Bronson Reed por último. Os dois então entraram em uma rivalidade que levou a uma luta no Raw de 10 de abril, que terminou em dupla contagem. Na semana seguinte, Lashley enfrentou o Campeão dos Estados Unidos Austin Theory em uma luta sem título, que terminou em no contest após a interferência de Reed. Em 21 de abril, foi anunciado que Theory defenderia seu título contra Lashley e Reed em uma luta de trios no Backlash.
No episódio do Raw de 10 de abril, Iyo Sky venceu uma luta de trios para se tornar a desafiante número um pelo Raw Women's Championship de Bianca Belair. Em 24 de abril, a luta foi confirmada para o Backlash.
Durante a luta de Rey Mysterio contra seu filho Dominik na WrestleMania 39, o colega de Dominik no Judgment Day, Damian Priest, tentou interferir enquanto Bad Bunny, que era um comentarista convidado e anteriormente amigo de Priest, impediu Dominik de trapacear para vencer. No Raw seguinte, Priest atacou Bad Bunny, que estava sentado na primeira fila, e o arremessou contra uma mesa de anunciantes. No episódio de 24 de abril, Bad Bunny voltou e anunciou que, embora originalmente fosse o apresentador do Backlash, ele enfrentaria Priest em uma luta de rua no evento.

## Evento
| Função:                   | Name:             |
| ------------------------- | ----------------- |
| Comentaristas em espanhol | Michael Cole      |
| Comentaristas em espanhol | Corey Graves      |
| Comentaristas em espanhol | Marcelo Rodriguez |
| Comentaristas em espanhol | Jerry Soto        |
| Anunciadora de ringue     | Samantha Irvin    |
| Árbitros                  | Jason Ayers       |
| Árbitros                  | Jessika Carr      |
| Árbitros                  | Dan Engler        |
| Árbitros                  | Eddie Orengo      |
| Árbitros                  | Rod Zapata        |
| Pré-show                  | Jackie Redmond    |
| Pré-show                  | Peter Rosenberg   |
| Pré-show                  | Matt Camp         |

### Lutas preliminares
O show começou com Bianca Belair defendendo o Raw Women's Championship contra Iyo Sky. No clímax, as companheiras de equipe de Sky do Damage CTRL , Bayley e Dakota Kai, tentaram ajudar Sky, mas Belair lutou contra elas e evitou um moonsault de Sky. Belair então executou o Kiss of Death em Sky e a imobilizou para reter o título. Com esta vitória, Belair posteriormente se tornou a Campeã Feminina do Raw com o reinado mais longo, bem como a Campeã Mundial Feminina da WWE com o reinado mais longo da era moderna.
Na segunda luta, Omos (acompanhado de MVP) enfrentou Seth "Freakin" Rollins. Antes do início da luta, Omos atacou Rollins e continuou a dominá-lo após o início oficial da luta. Rollins conseguiu ganhar o controle e executou o The Stomp da segunda corda em Omos e o imobilizou para vencer a luta.
Depois disso, Austin Theory defendeu o United States Championship contra Bobby Lashley e Bronson Reed em uma luta triple threat. No clímax, Lashley executou um spear em Reed, mas Theory jogou Lashley para fora do ringue e imobilizou Reed para reter o título.
Em seguida, Rhea Ripley defendeu o SmackDown Women's Championship contra Zelina Vega, que recebeu o tratamento de cidade natal por ser descendente de porto-riquenhos. Ripley dominou Vega e mirou nas costas de Vega durante a luta. Vega lutou, realizando um 619 e um diving meteora em Ripley, mas Ripley deu o kick out. No clímax, Ripley derrotou Vega com seu finalizador Riptide para reter o título. Após a luta, Vega foi aplaudida de pé pela torcida de Porto Rico.
A quinta luta foi entre dois porto-riquenhos, onde Bad Bunny enfrentou Damian Priest em uma San Juan Street Fight. Bunny lançou seu single "Chambea" e prestou homenagem ao lutador da Extreme Championship Wrestling, New Jack empurrando um carrinho de compras cheio de armas para o ringue. Tanto Bunny quanto Priest lutaram entre si com uma variedade de armas e também contra a multidão, onde Priest executou um Broken Arrow em Bunny de uma superfície elevada e carregou Bunny para a área do ringue. Priest tentou aplicar um corkscrew spinning heel kick em Bunny, mas Bunny se esquivou, resultando na colisão da perna de Priest com o poste do ringue e se machucando. Bunny começou a mirar na perna machucada de Priest, mas os companheiros de equipe do Judgment Day de Priest, Dominik Mysterio e Finn Bálor, chegaram e começaram a atacar Bunny. O ex-lutador porto-riquenho da WWE Carlito fez um retorno surpresa (sua primeira aparição desde o episódio do Raw de 1º de fevereiro de 2021 ) e expulsou Bálor e Dominik do ringue. Outro ex-lutador porto-riquenho da WWE, Savio Vega, também voltou (sua primeira aparição desde o Survivor Series 2020), seguido pelo LWO (Rey Mysterio, Santos Escobar, Cruz Del Toro e Joaquin Wilde) e expulsaram Bálor e Dominik do ringue. No ringue, depois de lutar um pouco mais, Bunny executou o Bunny Destroyer em Priest e o imobilizou para vencer a luta. Depois, Bunny comemorou com a LWO, Carlito e Vega.
Na penúltima luta, The Bloodline (Jey Uso, Jimmy Uso e Solo Sikoa) enfrentaram Kevin Owens, Sami Zayn e Matt Riddle em uma luta de trios. Durante a luta, Sikoa erroneamente pegou seu parceiro Jey pela garganta para o Samoan Spike, mas interrompeu o ataque. No clímax, Riddle, que não sabia que Sikoa era o homem legal, executou o Bro Derek em Jey, mas quando ele foi para a imobilização, Sikoa entrou no ringue e executou o Samoan Spike em Riddle e o imobilizou para obter a vitória para o The Bloodline.

### Evento principal
No evento principal, Cody Rhodes enfrentou Brock Lesnar, no entanto, antes que a luta pudesse começar, Rhodes atacou Lesnar ao lado do ringue com uma cadeira de aço, os degraus de aço e com a mesa dos comentaristas. Depois que ambos entraram no ringue, a luta começou oficialmente, no entanto, Lesnar começou a aplicar vários German Suplexes em Rhodes. Com Rhodes preso no canto, Brock partiu para um ataque, mas Rhodes se esquivou e mandou Lesnar para o turnbuckle exposto, cortando-o severamente. Rhodes foi capaz de capitalizar e entregar uma série de cutters seguidos por dois Cross Rhodes para um nearfall. Ao tentar um terceiro Cross Rhodes, Lesnar reverteu para um F-5 para um nearfall. Nos momentos finais, Lesnar aplicou o Kimura Lock mas Rhodes conseguiu alavancar Lesnar em uma imobilização para obter a vitória.

## Depois do evento
O WWE Draft 2023 ocorreu nos episódios de 28 de abril e 1º de maio do SmackDown e Raw, respectivamente, com os resultados do draft entrando em vigor a partir do Raw. após o Backlash em 8 de maio. Isso posteriormente encerrou possíveis revanche entre lutadores que foram convocados para marcas opostas. Por exemplo, a Campeã Feminina do SmackDown Rhea Ripley, assim como o resto do Judgment Day, foram convocados para o Raw, enquanto Zelina Vega e a LWO foram convocados para o SmackDown, encerrando assim a rivalidade entre os dois grupos. Além disso, esta seria a última luta de Bronson Reed pelo United States Championship, já que Reed foi convocado para o Raw enquanto o atual campeão Austin Theory foi convocado para o SmackDown, levando assim o título com ele; Bobby Lashley também foi convocado para o SmackDown.

### Raw
No episódio seguinte do Raw , Cody Rhodes participou do World Heavyweight Championship Tournament para coroar um novo campeão no Night of Champions. Durante a luta triple threat da primeira rodada em que Rhodes competiu, Brock Lesnar interferiu e atacou Rhodes, custando-lhe uma oportunidade pelo título. Lesnar posteriormente desafiou Rhodes para outra luta no Night of Champions, que Rhodes aceitou.

## Resultados
| Nº                                          | Resultados                                                                                        | Estipulações                                            | Tempo |
| ------------------------------------------- | ------------------------------------------------------------------------------------------------- | ------------------------------------------------------- | ----- |
| 1                                           | Bianca Belair (c) derrotou Iyo Sky                                                                | Luta individual pelo WWE Raw Women's Championship       | 18:00 |
| 2                                           | Seth "Freakin" Rollins derrotou Omos (com MVP)                                                    | Luta individual                                         | 10:30 |
| 3                                           | Austin Theory (c) derrotou Bobby Lashley e Bronson Reed                                           | Luta triple threat pelo WWE United States Championship  | 6:50  |
| 4                                           | Rhea Ripley (c) derrotou Zelina Vega                                                              | Luta individual pelo WWE SmackDown Women's Championship | 7:10  |
| 5                                           | Bad Bunny derrotou Damian Priest                                                                  | San Juan Street Fight                                   | 25:00 |
| 6                                           | The Bloodline (Solo Sikoa, Jey Uso, e Jimmy Uso) derrotaram Matt Riddle, Kevin Owens, e Sami Zayn | Luta de trios                                           | 22:00 |
| 7                                           | Cody Rhodes derrotou Brock Lesnar                                                                 | Luta individual                                         | 9:40  |
| (c) – Refere-se aos campeões antes da luta. |                                                                                                   |                                                         |       |